# Nova Ponte
Nova Ponte é um município brasileiro do estado de Minas Gerais. 

## História
O distrito de Nova Ponte, por força do decreto-lei estadual nº 148 de 17 de dezembro de 1938, emancipou-se de Sacramento, sendo elevado à categoria de município.

## Geografia
Sua população em 2022 foi recenseada em 14 598 habitantes.